# Ricuí de Poitiers
Ricuí fou comte de Poitiers i de Nantes al segle ix.
Apareix esmentat per Einhard com un dels quinze senyors que va fer de testimoni en el testament de l'emperador Carlemany el 811 on se'l qualifica de comte (Rihwinus comes). La Vita Hludodivici cita a Ricuí com a comte de Poitiers (Richoinum Pictavium comitem) el 814 o 815. Jauria estat missus dominicus imperial el que no exclou l'exercici de funcions comtals particulars. Seria el mateix Ricuí que vers el 831 fou nomenat comte de Nantes al qual els Annals Bertinians recorden com a comte però diuen que fou nomenat a la mort de Lambert I de Nantes, però aquesta mort no es va produir fins vers el 836 i Lambert fou destituït abans. El cartulari de Redon l'anomena com a comte "tenente Richovino comptatum Namneticum". Hauria governat el comtat fins que fou cedit a Renald d'Herbauges vers el 841. Ricuí va morir en la batalla de Fontenoy-en-Puisaye el 25 de juny del 841.